# Chantaje
 (août 2025).
Le contenu est difficilement compréhensible vu les erreurs de traduction, qui sont peut-être dues à l'utilisation d'un logiciel de traduction automatique.
Ne doit pas être confondu avec Chantage.
Singles de Shakira
La Bicicleta
(2016)
Singles par Maluma
Sí O No
(2016)
Chantaje (prononciation espagnole : [ t͡ʃanˈtaxe] ; traduction française : « Chantage ») est une chanson de l’auteure-compositrice-interprète colombienne Shakira, avec la participation du chanteur colombien Maluma. Elle sort le 28 octobre 2016 sous le label Ace Entertainment et fait office de premier single issu du onzième album studio de Shakira. Il s’agit de la seconde collaboration entre les deux artistes, qui s’étaient auparavant réunis pour interpréter une version revisitée du morceau La Bicicleta de Carlos Vives.

## Réception critique
Jon Pareles du The New York Times a été très positif, en soulignant que "Shakira été plus intense quand elle chanté en espagnol, plus nerveuse et plus engagé". Jeff Nelson de People nommait "sexy, confiture porteur" tandis que Diana Martin de E! Online a noté que la chanson "est de toute sorte sexy et contagieuse". Lucky Morris de Digital Spy a admis "Nous n'avons peut-être aucune idée de la signification des paroles, mais la chanson est contagieuse." Mike Wass d'Idolator a estimé que la chanson "est immédiatement humble indépendamment de vos compétences en espagnol et vous fera bouger avant la fin du premier couplet. Elle a le potentiel d'être un hit crossover comme "La Tortura.". Lucas Villa de AXS a déclaré que la chanson "joue sur les forces de Shakira en tant Crédit et personnel

## Performance commerciale
Aux États-Unis, la musique démarra 96e, avec plus de 1,6 million de streams américain et 16 000 téléchargements. La musique démarra également première sur le Hot Latin Songs. En France, la chanson démarra 36e lors de la semaine du 11 novembre 2016. Après avoir passé trois semaines à grimper dans les charts, « Chantage » a atteint pour la seconde fois le top 40, en étant 40e. Cinq semaines plus tard, la chanson est passée de la 22e position, à la 13e, devenant la quinzième meilleure position de Shakira en France, après notamment "Dare (La La La)" (2014),. En Italie, "Chantaje" a fait ses débuts 15e, avant d'atteindre la 11e position durant deux semaines. Aux Pays-Bas, la musique a atteint la 18e position, la meilleure position pour la chanteuse colombienne depuis "Waka Waka (This Time for Africa)" (2010). En Suisse, "Chantaje" culmina à la 10e position, devenant le quinzième top-dix de Shakira.

### Performance dans les charts
En Espagne, "Chantaje" démarra 8e sur le classement officiel de PROMUSICAE, avant de culminer 1er, devenant la huitième fois que Shakira atteint la première place en Espagne. Aux États-Unis, la chanson démarra première dans le Hot Latin Songs, devenant la onzième musique de Shakira à atteindre cette position et la premier de Maluma. Avec des ventes de 13 000 téléchargements numériques, 1,6 million de streams et 13,8 millions d'audiences radio lors de sa première semaine, "Chantaje" a réalisé la seconde meilleure de ventes pour une chanson espagnol en 2016. Lors de cette même semaine, la chanson a passé sa huitième semaine non-consécutives au sommet du Hot Latin Songs, ce qui correspond au score de "Hips Don't Lie" en 2006, devenant le second plus grand règne de Shakira sur les classements latins aux États-Unis. "Chantaje" a depuis été certifié 16 fois disque de platine (latin), pour plus de 960 000 unités vendues. Depuis, la musique s'est vendu à plus de 10 millions de copies dans le monde.

## Crédit et personnels
- - Shakira - chant, compositeur, producteur
  - Maluma - chant, compositeur, producteur
  - Joel Antonio López Castro - compositeur
  - Kevin Mauricio Jiménez Londoño - compositeur, producteur
  - Bryan Snaider Lezcano Chaverra - compositeur
  - Chan "El Genio" (Rude Boyz) - producteur
  - Dave Clauss - ingénieur en mixage
  - Adam Ayan - ingénieur en mastering

## Classements et certifications

### Classements hebdomadaires
| Classement (2016-17)             | Meilleure position |
| -------------------------------- | ------------------ |
| Allemagne (GfK Entertainment)    | 20                 |
| Argentine (CAPIF Digital)        | 1                  |
| Autriche (Ö3 Austria Top 40)     | 41                 |
| Belgique (Ultratop 50 Flanders)  | 11                 |
| Belgique (Ultratop 50 Wallonie)  | 19                 |
| Bulgarie (IFPI)                  | 3                  |
| Brésil (Hot 100 Airplay)         | 1                  |
| Canada (Hot 100)                 | 50                 |
| Colombie (Monitor Latino)        | 2                  |
| Équateur (Monitor Latino)        | 1                  |
| Espagne (PROMUSICAE)             | 1                  |
| États-Unis (Hot 100)             | 51                 |
| États-Unis (Hot Latin Songs)     | 1                  |
| États-Unis (Tropical Airplay)    | 19                 |
| Finlande Download (Latauslista)  | 23                 |
| France (SNEP)                    | 13                 |
| Guatemala (Monitor Latino)       | 1                  |
| Hongrie (Single Top 40)          | 29                 |
| Irlande (Irish Singles Chart)    | 91                 |
| Israël (Media Forest)            | 8                  |
| Italie (FIMI)                    | 11                 |
| Mexique Airplay (AMPROFON)       | 3                  |
| Panama (Monitor Latino)          | 3                  |
| Paraguay (Monitor Latino)        | 2                  |
| Pays-Bas (Nederlandse Top 40)    | 25                 |
| Pays-Bas (Single Top 100)        | 18                 |
| Philippines (Philippine Hot 100) | 45                 |
| Portugal (AFP)                   | 3                  |
| Roumanie (Media Forest)          | 2                  |
| Slovaquie (IFPI Singles Digitál) | 11                 |
| Slovénie (SloTop50)              | 26                 |
| Suède (Sverigetopplistan)        | 54                 |
| Suisse (Schweizer Hitparade)     | 10                 |
| Venezuela (National-Report)      | 2                  |

### Certification
| Pays                          | Certification    | Unités certifiées |
| ----------------------------- | ---------------- | ----------------- |
| Argentine (CAPIF)             | Diamant          | 250 000           |
| Belgique (BEA)                | Platine          | 30 000            |
| Brésil (ABPD)                 | 2 × Diamant      | 320 000           |
| Canada (Music Canada)         | Platine          | 80 000            |
| Colombie (ASINCOL (en))       | Diamant          | 200 000           |
| France (SNEP)                 | Diamant          | ~500 000          |
| Allemagne (GfK Entertainment) | Or               | 200 000           |
| Italie (FIMI)                 | 3 × Platine      | 260 000           |
| Mexique (AMPROFON)            | Diamant+ Platine | 360 000           |
| Pologne (ZPAV)                | Platine          | 20 000            |
| Espagne (PROMUSICAE)          | 5 × Platine      | 200 000           |
| Suède (Sverigetopplistan)     | Platine          | 40 000            |
| Suisse (Schweizer Hitparade)  | Platine          | 30 000            |
| États-Unis (RIAA)             | 16 × Platine     | 960 000           |
| Monde                         |                  | 10 000 000        |